# Farmaci per la fertilità
I farmaci per la fertilità sono farmaci che migliorano la fertilità riproduttiva umana. Per le donne, i farmaci per la fertilità sono usati per stimolare lo sviluppo del follicolo ovarico. Attualmente ci sono pochi farmaci per la fertilità maschile.
Gli agenti che aumentano l'attività ovarica possono essere classificati come ormone di rilascio delle gonadotropine o (GnRH: gonadotropin releasing hormone), antagonisti degli estrogeni o della gonadotropina.

## Femmine
Farmaci usati: l'ormone di rilascio delle gonadotropine, antagonisti degli estrogeni come il clomifene e la gonadotropina, come la menotropina.

## Maschi
Non ci sono farmaci efficaci per il trattamento di oligospermia, così che sono usate altre tecniche di riproduzione assistita.
La ricerca di farmaci per la fertilità maschile è attualmente in corso. Uno studio in Egitto ha valutato l'efficacia di una combinazione di clomifene e vitamina E per migliorare il numero di spermatozoi e la loro motilità  nell'infertilità maschile.